# Royal Lochnagar
Royal Lochnagar est une distillerie de whisky située à Ballater dans l'Aberdeenshire dans les highlands écossais. La distillerie est située près de la rivière Dee, à proximité du château royal de Balmoral.
Royal Lochnagar appartient au géant des spiritueux, le groupe Diageo. Le single mat whisky est commercialisé au sein de la prestigieuse série du groupe, les Classic Malts of Scotland.

## Histoire
La distillerie Lochnagar a été fondée en 1845 par John Begg, établie près de . Trois ans plus tard la reine d’Angleterre Victoria achète le château de Balmoral et en fait sa résidence d’été. Le whisky fabriqué à proximité était bien placé pour recevoir le Royal Warrant. Begg obtient même le privilège d’adosser le terme Royal au nom de sa distillerie.
Depuis 1916, Royal Lochnagar appartient à Distillery Company Ltd et donc maintenant à Diageo.
Royal Lochnagar possède un centre d’accueil pour les visiteurs et organise des visites guidées de la distillerie.

## Production
Selon Michael Jackson, les single malts de Lochnagar ont un style malté, fruité et épicé. Il les recommande en apéritif.
Le Royal Lochnagar est depuis très longtemps vendu en single malt whisky Sa version la plus commune est le 12 ans d’âge. Le whisky entre aussi dans la production de quelques blends comme Johnnie Walker et Dimple.
Embouteillage officiel
La version la plus commercialisée du Royal Lochnagar est le 12 ans d’âge. Il fait partie depuis 2005 de la série des Classic Malts of Scotland. Il existe deux autres versions officielles, un Selected sans mention d’âge et différents embouteillages du Royal Lochnagar dans la série Rares Malts. La récente arrivée dans les Classic Malt a permis de développer une version Distiller’s Edition comme pour les autres distilleries de la gamme. Celle de Royal Lochnagar est maturée en fûts de Moscatel.
- Royal Lochnagar 12 ans 40 %
- Royal Lochnagar Selected
- Royal Lochnagar Distiller’s Edition

Embouteillage indépendant
Il existe quelques version de Royal Lochnagar chez les embouteilleurs indépendants comme Signatory Vintage ou Douglas Laing.

## Sources

### Traduction
- (de) Cet article est partiellement ou en totalité issu de l’article de Wikipédia en allemand intitulé « Royal Lochnagar » (voir la liste des auteurs).